# Spanska inbördeskriget

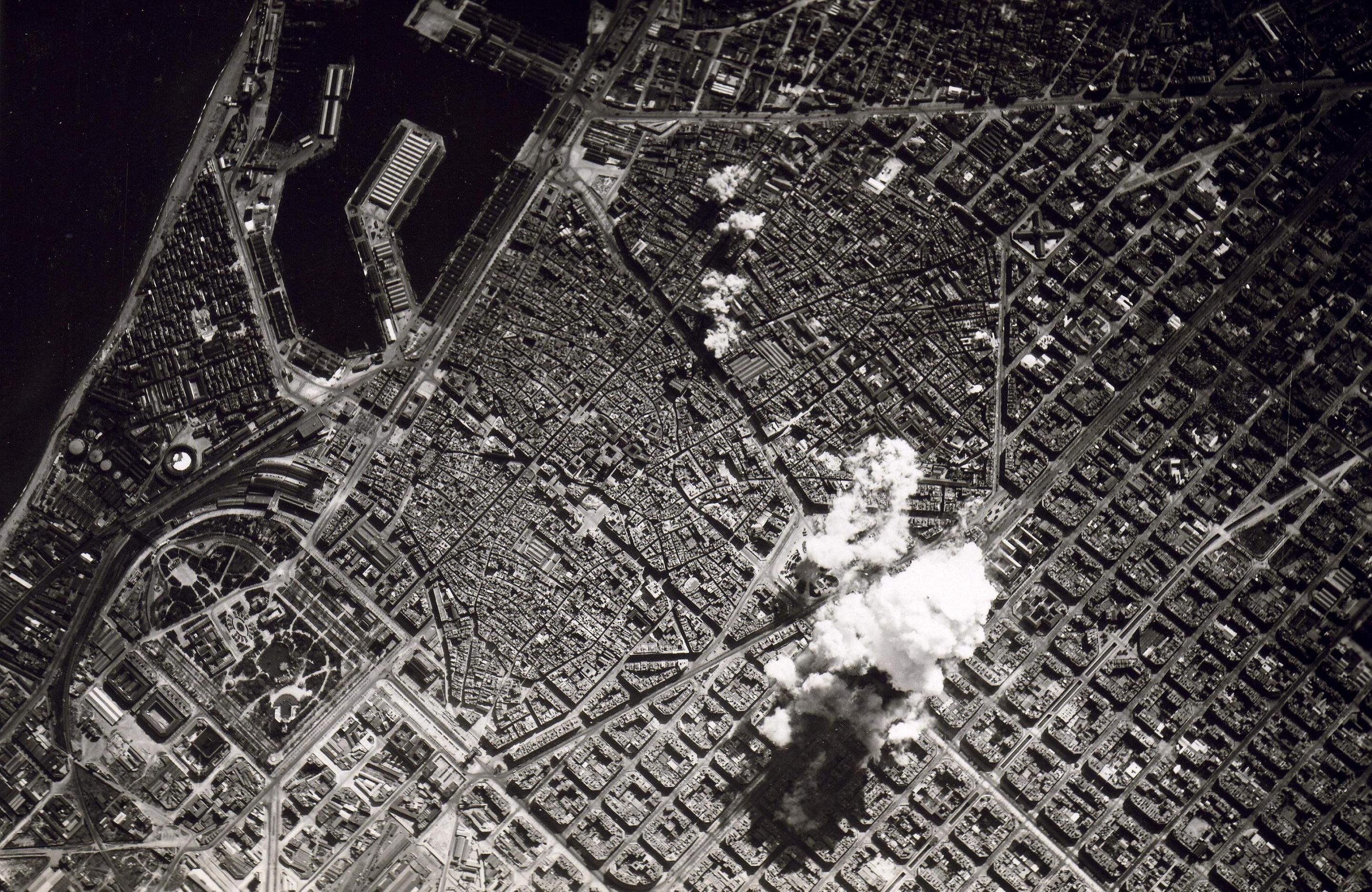
Italiensk flygbombning av Barcelona, 17 mars 1938.

Fronterna i september 1936. Blått: francoisterna, rött: folkfronten.

Detaljerad frontkarta över Aragonien 1936.

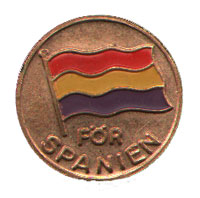
För Spanien. Svenskt solidaritetsmärke från 1930-talet.

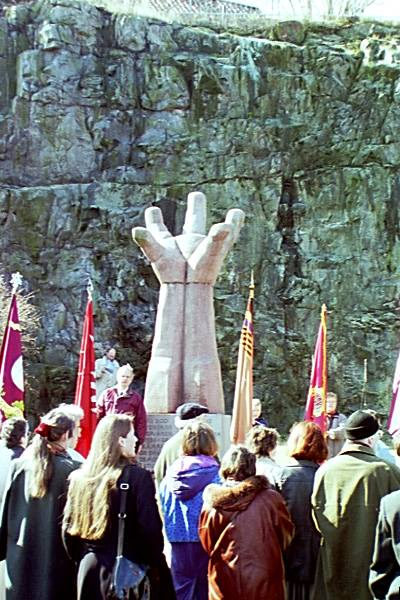
Monumentet La Mano av Liss Eriksson på Katarinavägen i Stockholm står som minne över de svenskar som dog i spanska inbördeskriget.

Spanska inbördeskriget var det inbördeskrig i Spanien som pågick 1936–1939 och som slutade med att Francisco Franco kom till makten som enväldig diktator. 
Kriget inleddes med att en grupp sammansvurna höga militärer gjorde en revolt mot andra republiken och den sittande parlamentariska regeringen. Rebellsidan utgjordes av konservativa, nationalistiska och fascistiska krafter som hade olika mål och ideologier, carlisterna ville till exempel återinföra monarkin medan de spanska falangisterna var emot monarki. Under krigets förlopp lyckades dock Francisco Franco samla alla de olika grupperingarna bakom sig och därmed bildades nationalisterna. Den katolska kyrkan hade en betydande roll som samlande kraft för nationalisterna. Även på den republikanska sidan fanns stora meningsskiljaktigheter, allt från högerliberala demokratiförespråkare till kommunister samlades där, och till republikanernas nederlag bidrog att dessa inte lyckades samla sig och samarbeta på samma sätt som nationalisterna.
Andra spanska republiken utropades 1931 efter att Alfons XIII av Spanien hade abdikerat. De sista valen hölls den 16 februari 1936 och resulterade i en klar majoritet för folkfronten som utgjordes av den spanska arbetarklassen: kommunister, socialister och syndikalister. Även liberaler som var motståndare till monarkin anslöt sig till den republikanska sidan. Vid krigets inledning hade de republikanska liberala krafterna störst inflytande i regeringen medan kommunisterna var betydligt svagare än anarkisterna. Under krigets förlopp fick dock kommunisterna allt större inflytande som en följd av Sovjetunionens inblandning och hade en dominerande ställning vid krigsslutet.

## Bakgrund
De interna konflikterna i Spanien var många, nationalism–socialism, kastilianer–katalaner, stad–landsbygd, kolonier–inte kolonier, fattig–rik. En av de utlösande var konflikten kring kungamakten. Under 1930-talet hade vänstern beslutat sig för att avskaffa monarkin. Det skedde 1931 efter ett antal konflikter. Manuel Azaña, premiärminister 1931–1933 och president 1936–1939, hade under det tidiga 1930-talet stort stöd bland landets invånare. Oro, dålig ekonomi och snabba reformer ökade högerns anhängare, vilket ledde till att vänstern förlorade 1933 års val, varför vänstern senare enades. Efter nyvalet den 16 februari 1936 fick de dock tillbaka makten från kristdemokraterna. Valet var jämnt och stormigt. Efteråt var det i princip två block; nationalistisk höger mot republikansk vänster. 
Före kriget varnade många, bland annat de då mycket fåtaliga spanska kommunisterna, för krigsfaran. De tyska nazisterna utnyttjade den frihet de hade i republiken och skapade dussintals stödjepunkter för det tyska nationalsocialistiska arbetarpartiets så kallade landsgrupper, samt upprättade en fast förbindelse med den spanska arméns generalstab och värvade sina agenter bland officerskåren.
Redan 1935 började organisationer slå ihop sig och organisera sig till stöd för republiken. I början av året inleddes förhandlingar mellan den kommunistiska landsorganisationen CGTU och den socialdemokratiska landsorganisationen UGT, som ledde till en sammanslutning i slutet av samma år. I januari 1936 bildades folkfronten, vilken omfattade det kommunistiska partiet, det socialdemokratiska partiet, landsorganisationen (UGT), republikanska vänstern, det republikanska förbundet, den katalanska vänsterns parti och andra organisationer. I april 1936 förenades de socialdemokratiska och kommunistiska ungdomsförbunden till en enhetlig organisation. I juli samma år förenade sig fyra partier i Katalonien - det katalanska socialistiska förbundet, den katalanska federationen av socialdemokratiska partiet och det kommunistiska partiet - till Kataloniens förenade socialistiska parti. I mars 1937 bildades i talrika provinser i Spanien allianser mellan samtliga ungdomsorganisationer - det förenade socialistiska ungdomsförbundet, samt de anarkistiska och republikanska organisationerna och i september samma år bildades den nationella ungdomsalliansen som omfattade samtliga landets ungdomsorganisationer.

## Kriget
Mordet på monarkistledaren José Calvo Sotelo i Madrid den 13 juli 1936 var en utlösande faktor. Mordet var en hämnd för ett annat mord, på en republikan. Det fick monarkisterna att stödja fascisterna; falangisterna och carlisterna var nu enade. Vänstern var i likhet med högern splittrad; dock hölls högern ihop av katolicism och anti-republikanism. Geografin spelade också roll – de francotrogna landsteg i söder; i nordöst hann republiken bjuda motstånd. Men samtidigt var det en militärrevolt mot den spanska regeringen. Striderna mellan regeringen och revoltörerna övergick raskt till ett regelrätt inbördeskrig. Hårda strider mellan illa utrustade härar gjorde att det blev ett blodigt och grymt krig.

### Utländsk inblandning
Frivilliga från hela världen, i främsta hand kommunister men också socialdemokrater och partilösa, åkte till Spanien för att kämpa på republikens sida; dessa styrkor uppgick till 40 000 man. Republikens frivilliga organiserades i de Internationella brigaderna. I Sverige förbjöds frivilliga att åka till Spanien av Riksdagen men det hindrade inte de 600 svenskar, varav merparten kommunister och syndikalister, att resa ändå. De frivilliga kom huvudsakligen från Stockholm och Göteborg. Flera svenskar deserterade beroende på den politiska likriktning som kommunistiska krigskommissarier försökte genomdriva i förbanden. Andra svenskar avvek på grund av den hårda disciplinen. Hemmavid bildades 1937, till stöd för de svenska frivilliga, en organisation kallad ”Frontkämparnas stödfond”. Fonden bedrev insamlingar till förmån för frontsoldaterna och för svenskar som vände hem. Tillsammans med frivilliga tyskar samlades frivilliga från Skandinavien i bataljon Thälmann. Styrkan sattes in bland annat i striderna vid Jarama samt vid Guadalajara i kamp mot italienska trupper.
Nationalisterna hade stöd av frivilliga från Nordafrika och Irland.
Hitlers Tyskland, Salazars Portugal och Mussolinis Italien var nära allierade med Franco. De italienska trupperna uppgick till cirka 45 000 man och de tyska till 10 000, inklusive flygare i den så kallade Kondorlegionen. Den spanska republiken hade Mexiko och Sovjetunionen på sin sida. Sovjet bidrog med stridsvagnar, flygplan och artilleripjäser; dessutom fanns ett par tusen officerare och NKVD-män på plats. Sovjetunionen beslagtog hela den spanska guldreserven. Mexikos resurser var klart begränsade och Sovjetunionens politik ledde till stridigheter mellan bland annat anarkister och kommunister inom den spanska republiken.

### Europas noninterventionspolitik
I syfte att försöka begränsa konflikten antog de europeiska länderna, var för sig, under hösten 1936 ett allmänt förbud mot stöd till någon av de stridande parterna, något som kallades för icke-interventionism (engelska non-interventionism). Detta formaliserades med den på brittiskt och franskt initiativ upprättade internationella noninterventionskommittén, där totalt 26 länder var representerade. Kommittén upprättade i mars 1937 en omfattande kontroll av Spaniens maritima och landgränser för att förhindra införsel av krigsmateriel men efter bombräden mot det tyska pansarskeppet Deutschland i maj och torpedattacken mot kryssaren Leipzig i juni 1937 upphörde kontrollsamarbetet till sjöss. I augusti 1937 inledde Italien obegränsat ubåtskrig vid Spaniens kuster. I mars 1938 öppnade Frankrike landgränsen med Spanien för vapentransporter till regeringstrupperna. Noninterventionskommittén misslyckades i stort att förhindra utländsk inblandning i inbördeskriget och antog sommaren 1938 ett sista förslag vilket gällde evakueringen av utländska frivilliga, något som genomfördes men via helt andra kanaler. Utlänningar i Internationella brigaderna sändes hem enligt beslut i Nationernas Förbund och italienska trupper drogs tillbaka enligt ett bilateralt avtal mellan Italien och Storbritannien.
Kritikerna – exempelvis George Orwell – menade att man med noninterventionspolitiken förrådde demokratins sak i Europa och offrade Spaniens folk av stormaktspolitiska och ekonomiska skäl. Winston Churchill, en brittisk konservativ politiker, bestred så sent som 1938 att det fanns tyska eller italienska interventionstrupper i Spanien. Han sade att det i Spanien endast försiggick en inre kamp mellan spanjorerna själva. Den spanska republiken fick inget stöd från någon av västmakterna och många europeiska länder stiftade lagar som kriminaliserade de personer som ville åka till Spanien för att strida på republikens sida. Stalins ambitioner var främst stormaktspolitiska; Spaniens folk spelade där en mycket underordnad roll. Storbritannien blev stoppklossen för franskt bistånd till den spanska republiken. Då Frankrike var i behov av brittiskt bistånd i en eventuell konflikt med Tyskland vågade fransmännen inte gå emot Storbritanniens blockad.

### Revolution: CNT-FAI
I mars 1938 träffades överenskommelse om aktionsenhet mellan den socialdemokratiska landsorganisationen UGT (Union General de Trabajadores) och den syndikalistiska CNT och i april anslöt sig de båda landsorganisationerna såväl som Iberiens anarkistiska fackförbund till folkfronten. Krafterna som förenade republiken bestod alltså bland annat av liberaler, socialister, kommunister och anarkister. 
Syndikalisterna, CNT (Confederacion Nacional del Trabajo) och FAI (Federación Anarquista Ibérica), hade mer än 2 000 000 män och kvinnor organiserade, och med Buenaventura Durruti i spetsen började de genomföra en anarkistisk revolution, där både industrin och jordbruket i Katalonien, Aragonien och Andalusien genomgick en snabb och frivillig kollektivisering. Barcelona har sedan dess förblivit "anarkismens huvudstad". 
De sovjetstödda kommunisterna var dock helt dominerande på republiksidan under slutet av kriget, och med Stalins hemliga polis började man rensa ut anarkister och medlemmar anslutna till POUM, Partido Obrero de Unificación Marxista, och upplöste kollektiven med våld. Detta försvagade stridsviljan och bidrog verksamt till att kriget förlorades.

### Militärkuppen
Franco tog sig i hemlighet från Kanarieöarna till Spanska Marocko och fick befäl över trupperna där. Han planerade en invasion därifrån och upp mot nordvästra delen av Spanien. Kriget började med ett kuppförsök av Franco 17–18 juli 1936 mot Azaña. Detta misslyckades inledningsvis. Barcelona försvarades mycket framgångsrikt av anarkisterna och Columna Durruti som också försvarade Madrid och sedan under stort jubel tågade mot Zaragoza. Stridsmoralen var hög men man saknade nästan helt den militära utrustning som nationalisterna hade. Försvaret av Barcelona genomfördes med 2 000–5 000 eldhandvapen, de flesta urmodiga eller tagna från fienden. Den republikanska regeringen agerade ofta obeslutsamt och splittrat. När Madrid föll den 1 april 1939, föll också republiken.

### Slutet
Nationalisterna vann slutligen kriget 1939 och Franco utropades till diktator. Hundratusentals flyktingar tog sig över gränsen till Frankrike, flera tusen kom till Mexiko, andra avrättades direkt eller fängslades. Uppemot 500 000 människor beräknas ha dött under kriget. 36 års diktatur skulle följa. Franco dog i november 1975. 1977 firade republikaner i exil äntligen sin återförening i Spanien, och 2006 firades 70-årsminnet av den spanska revolutionen.

## Krigföring
Det spanska inbördeskriget var bland de första krigen där man använde en modernare krigföring. Tyska Luftwaffe, under befäl av Wolfram von Richthofen, bombade till exempel i april 1937 den baskiska staden Guernica. Staden, som var militärstrategisk knutpunkt, blev svårt skadad med enorma förluster i människoliv. Pablo Picasso förevigade händelsen i protestmålningen Guernica. Kriget var ovanligt blodigt, och civilbefolkningens lidanden var outsägliga. För Tyskland och Italien innebar interventionen en typ av övning inför andra världskriget, vilken kan ha bidragit till landets stora framgångar i dess inledning 1939-1941. 
I slutet av 1938 rapporterades från nationalisternas sida att de italienska och tyska trupperna var fler än de spanska. Flera inom den spanska officerskåren som kämpade mot republiken klagade på att de tyska och italienska befälhavarna betedde sig som om de var i en koloni.

## Film
- Ernest Hemingways For Whom The Bell Tolls filmatiserades 1943, i regi av Sam Wood med Gary Cooper och Ingrid Bergman i huvudrollerna.
- Filmen Land och frihet av Ken Loach från 1995 har många likheter med George Orwells självbiografiska roman Hyllning till Katalonien.
- Libertarias av Vicente Aranda 1996. Drama om tre spanska kvinnors öde i Mujeres Libres under spanska revolutionen.
- Pans labyrint från 2006 handlar om en flickas upplevelser i inbördeskrigets efterdyningar.
- Los girasoles ciegos från 2008, baserad på en av novellerna i Alberto Méndez bok med samma namn från 2004.